# Hector de Sastres
Hector de Sastres (1846-1916) est un gentilhomme français et magnat de l'industrie.

## Biographie
Né le 3 mars 1846 de Anselme de Sastres et Joséphine de Bollard, il rompt avec la tradition d'oisiveté familiale et fait fortune dans l'industrie textile. Rapidement, il diversifie ses actifs et profite de la vague spéculative du second Empire. Il devient l'ami et le protégé du ministre Jacques Louis Randon. En 1868, il épouse Marguerite de Blaignac. Principal fournisseur des armées françaises lors de l'intervention de Napoléon III au Mexique, il rachète mines de charbon, aciéries, chemins de fer et organes de presse qui lui servent à intriguer auprès des politiques. Acteur économique majeur lors de la Première Guerre mondiale, il meurt à l'âge de soixante-dix ans, le 19 décembre 1916. Son fils Ferdinand de Sastres lui succède à la tête du groupe familial, mais se désintéressera par la suite des affaires.